# Tipula synchroa
Tipula synchroa är en tvåvingeart som beskrevs av Alexander 1927. Tipula synchroa ingår i släktet Tipula och familjen storharkrankar. Inga underarter finns listade i Catalogue of Life.